# Macropsis tarbagataica
Macropsis tarbagataica är en insektsart som beskrevs av Mitjaev 1971. Macropsis tarbagataica ingår i släktet Macropsis och familjen dvärgstritar. Inga underarter finns listade i Catalogue of Life.